# Rugby

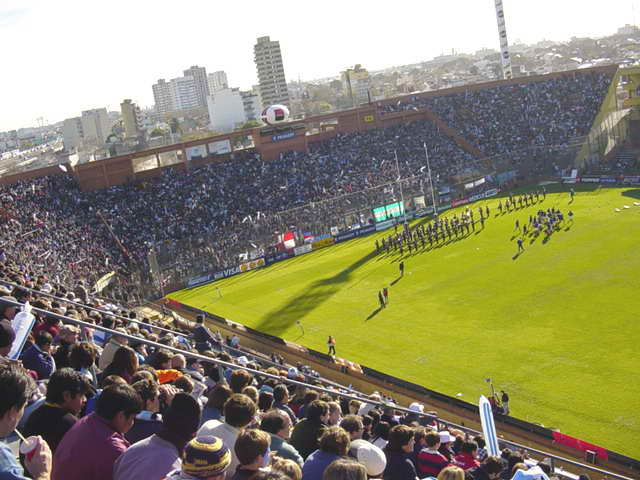
Testmatch i rugby union mellan Argentina och Frankrike i Buenos Aires 2004.

Rugby är en variant av fotboll som fått sitt namn efter den engelska internatskolan Rugby School där spelet enligt legenden uppfanns 1823 genom att den alltför ivrige eleven William Webb Ellis under en fotbollsmatch tog upp bollen och började springa med denna i famnen. Till skillnad från amerikansk fotboll används inga skydd i rugby (2011).
Spelet förekommer i två varianter – rugby union och rugby league – som båda har undervarianten sjumannarugby. Uppdelningen skedde i slutet av 1800-talet då 21 klubbar bröt sig ut från den existerande engelska ligan och bildade sin egen, vilket kom att ligga till grund för rugby league. Amerikansk fotboll och kanadensisk fotboll har sitt tydliga ursprung i rugby; termen soccer är ursprungligen till för att skilja "association football" ("vanlig" fotboll eller Eton football) från rugby football men används i USA för att skilja den förra från amerikansk fotboll.
Vidare kommer termen "touchdown" i amerikansk fotboll från att man faktiskt tvingas lägga ner (touchdown) bollen för att ett försök ska räknas i rugby. För att göra en touchdown i amerikansk fotboll behöver man inte lägga ner bollen, men termen lever kvar trots det. Vilket ursprung australisk fotboll har är mer tveksamt. Spelet har mer likheter med gaelisk fotboll än med rugby.

## Historia
Enligt en legend skapad 1895 skall Rugby ha uppkommit under en tidig fotbollsmatch år 1823 i staden Rugby. Spelaren William Webb Ellis skulle enligt denna legend ha tagit upp bollen med händerna och sprungit vidare med den. Sanningshalten har ifrågasatts. Detta ska ha inträffat 35 år före den vanliga fotbollen fått sina första regler eller The Sheffield Rules från 1858 på vilka FAs och senare FIFAs regelverk har byggts upp på. Segerpokalen i Rugby-VM heter The Webb Ellis cup. Bland annat en artikel i The Guardian tar upp behovet av att byta namn på pokalen.
På 1830-talet började rugby spelas på Rugby School och sporten blev populär på 1850- och 1860-talet i Storbritannien.

### Rugbyns barndom
Nedskrivna rugbyregler kan spåras tillbaka till 1845. Men rugbyns egentliga födelse brukar sättas till när Blackheath FC från sydöstra London, 1863 lämnade FA, det engelska fotbollsförbundet och den vanliga fotbollens "uppfinnare", eller 1871 då Rugby Football Union (RFU) bildades. Vid tidpunkten kallades spelet enbart "rugby" eller "rugby football".
Denna ursprungliga rugby blev snabbt populär dels bland rika "gentlemen" i London, dels i ett större område i norra England med staden Kingston upon Hull som där är dess starkaste fäste. Under 1880-talet hade den vanliga fotbollen drabbats av problem med skadade spelare från arbetarklassen, som inte kunde arbeta på grund av sina skador. FA löste detta genom att skrota de första amatörreglerna, och därifrån blev fotbollen snabbt en sport där de bästa spelarna blev professionella.
Omkring tio år senare fick rugbyn samma problem. Men på RFU i London ansåg de rika "gentlemännen" att spelet skulle fortsätta som ett rent amatörspel och att arbetare som deltog i "deras spel" blev skadade emellanåt ansågs oviktigt. Inga ersättningar fick betalas ut till arbetare som skadat sig på träning eller match. Dessutom fanns problemet med arbetare som stundom tvingades arbeta under matcher. Men RFU gjorde sålunda precis tvärtom mot vad FA hade gjort ca 10 år tidigare och fortsatte som amatörsport vilket gick bra i Londons societet, men däremot inte i Yorkshire och andra counties i norr.

### Splittringen 1895
Den 29 augusti 1895 samlades ett 20-tal rugbyklubbar från bland annat Yorkshire, Lancashire och Cheshire (ett område från Hull till Liverpool) på George Hotel i Huddersfield. Resultatet av mötet blev att samtliga klubbar som deltagit i mötet lämnade RFU och bildade istället Northern Rugby Football League som sedan 1922 är känd som Rugby Football League (RFL), som snabbt utvecklades till en professionell liga.
För detta krävdes mer pengar och ett mer attraktivt spel. Regelverket inom Rugby League var från början ekvivalent med Rugby Union, men med början 1906 började spelets regler skilja sig från "originalet". Redan under mellankrigstiden var Rugby League och Rugby Union i princip två olika spel. Rugby League ville få bollen i spel mer, snarare än de klungor som ofta bildas i Rugby Union. En spelare kunde dock "konvertera" och professionalismen lockade över många Rugby Union-spelare. Men en spelare som spelat en enda match inom Rugby League fick ursprungligen inte någonsin spela Rugby Union – och detta gällde även om spelaren spelar Rugby League på amatörnivå. (RFL bara tillät professionalism, man påbjöd det inte). Rugby League spred sig efterhand också utanför sitt ursprungsområde, även till London.
Liknande splittringar i Australien och Nya Zeeland har i dessa länder skapat andra former av professionell rugby. I England började RFU känna sig pressat, då utövarna tycktes föredra utbrytarsporten från norr. Men Rugby Union har den fördelen att sporten är internationell (med ett gemensamt internationellt regelverk). Detta tillsammans med att amatörreglerna avskaffats och att RFL-spelare numera kan få spela RFU har utnyttjats med framgång.
Även om det finns ett världsmästerskap i Rugby League är lagen få och turneringarna likaså. Med begreppet Rugby-VM avses Rugby Union, en tävling som liksom Fotbolls-VM bara hålls var fjärde år, och har de senaste 20 åren snabbt vuxit till ett av världens största idrottsevenemang efter fotbolls-VM och Sommar-OS.

### Matchen Rugby League mot Rugby Union, maj 1996
Tidigare hade Rugby Union vägrat all kommunikation med Rugby League men i maj 1996 spelades det hittills enda mötet mellan de engelska båda mästarlagen. Detta skedde i ett dubbelmöte, där "unionregler" respektive "leagueregler" skulle gälla i vardera matchen. Skillnaderna är numera så stora att det betraktas som två sporter, inte två varianter av en sport, även om det är vanligt att amatörspelare från Rugby Union hoppar över till Rugby League för att tjäna pengar.
Resultatet var mycket tydligt när Rugby Union-mästarna detta år, Bath Rugby, mötte Rugby League-mästarna Wigan RLFC på Twickenham enligt Rugby Union-regler. Bath vann matchen med 44-19. Matchen på Maine Road i Manchester, som spelades efter Rugby League-regler, slutade med en storseger för Wigan med hela 82-6.

## Rugby i Sverige

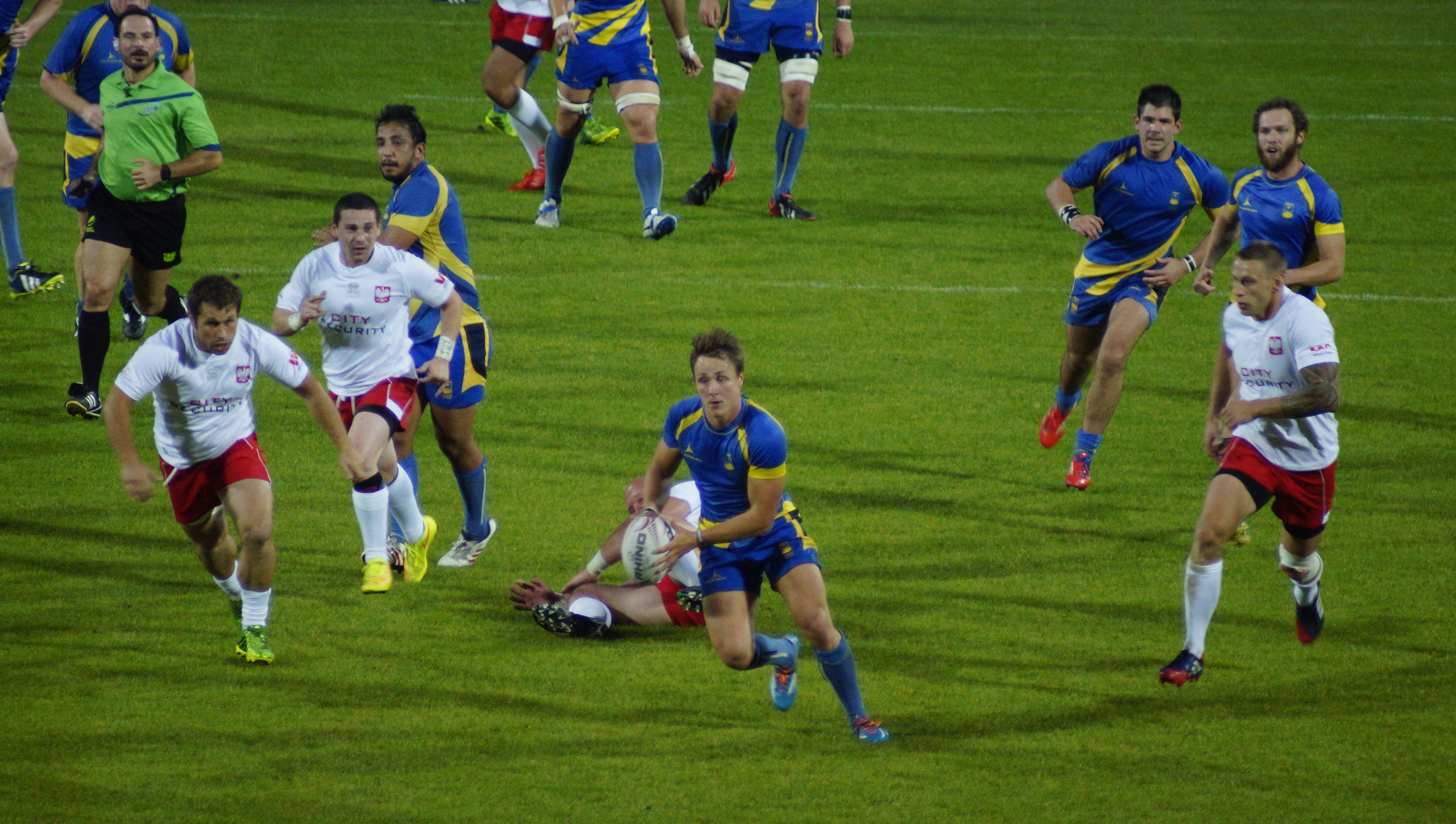

Svenska Rugbyförbundet bildades 1932 och valdes in i Riksidrottsförbundet 1958. Den första landskampen spelades i Stockholm i Sverige den 23 oktober 1949 mot Danmark, som Sverige vann med 6–0. Klart tidigare än så var dock sporten omnämnd i svensk media och lämnade också avtryck i åtminstone ett lokalt ortnamn - Rygbykärret i Surahammar!
Sverige är medlem av FIRA - Association of European Rugby

## Regler

### Rugby Leagues främsta skillnader mot Rugby Union
En viktig skillnad är att antalet spelare på plan är 13 i Rugby League, jämfört med 15 i Rugby Union. Rugby League har en plan som liknar den för amerikansk fotboll (gällande linjer men är större). Klungor förekommer mycket sällan och bollen är i spel mer än i Rugby Union. Rugby League har också ett något annat poängsystem. Mätningar har visat att bollen är i spel i genomsnitt 50 av de 80 minuter en Rugby League-match varar, för Rugby Union är motsvarande siffra bara 40 av de 80 minuterna[källa behövs]. Eftersom färre man skall täcka en lika stor yta brukar Rugby League anses vara ett lite tuffare spel än Rugby Union. Men de stora VM-turneringarna med Rugby Union-regler i kombination med att RFU numera också infört professionalism har gjort att Rugby Union åtminstone kommit i kapp Rugby League även i England.

### Rugby Union-regler
Sporten spelas på en plan som mäter max 100x70 meter. Uppdraget är att skaffa så många poäng som möjligt genom att föra bollen till området bakom motståndarnas mållinje (försökslinjen) eller att sparka den genom målställningen. Dessa består av två vertikala stolpar 5,64 meter ifrån varandra med en ribba som ligger 3,05 meter över marken. Bollen ska helst placeras mellan de två pelarna vilket gör att man får en bättre chans att sparka över bollen. Det kallas försök (en: try) eftersom när man gör mål får man ett försök till en spark. Matchtiden är 80 minuter, indelad i två halvlekar med en 5-minuters paus emellan.

#### Klunga
Vid mindre förseelser mot reglerna återstartas spelet genom "klunga". Lagens åtta forwards bildar en 3-2-3-formering innan bollen rullas in i mitten av klungan. Målet är sedan att röra klungan framåt med hjälp av "pelarna" och "andraledarna" och samtidigt ska kratsaren med hjälp av sin fot föra bollen bakåt mellan benen till slutet av klungan för att sedan passa den vidare ut till backlinjen. Kratsaren är den person som står i mitten av det främre ledet, pelarna är personerna på sidan om och andraledarna är de två personerna bakom kratsaren och pelarna.

#### Inkast
Inkasten (en: line-out) i Rugby Union är unika för sporten. När bollen går ut ur planen över någon av sidlinjerna visar linjedomaren var och till vilka ett inkast tilldelas. Om laget tvingats tillbaks bakom sin egen 22-meterslinje kan de sparka bollen ut ur planen för att vinna tillbaka mark, men förlora bollen. Om laget som sparkar är bakom sin 22-meterslinje kommer inkastet att tilldelas det andra laget och inkastet kommer tas därifrån bollen passerar sidlinjen. Är man framför sin 22-meterslinje blir inkastet därifrån bollen sparkades, undantaget om bollen studsar innan den hamnar utanför planen. Ett försök till spark med territoriell vinst som resultat kallas kick into touch, sidlinjen kallas även touch-linjen.
Själva inkastet går till så att de båda lagens forwards bildar två linjer mellan 5-meterslinjen och 15-meterslinjen. Laget med inkastets kastare, som ofta har till plikt att kasta in bollen, ropar ofta ut kodord för att de egna spelarna ska känna till vem som ska ta emot bollen. Man får även lyfta spelare i ett inkast, de två längsta spelarna är ofta i andraledet (en: lock eller second row) och det är de som blir lyfta av högst två medspelare. I vanliga fall tar 7 spelare del i inkastet; om det är motståndarens inkast står den egna kratsaren vid sidan om inkastet och väntar.

#### Tacklingar

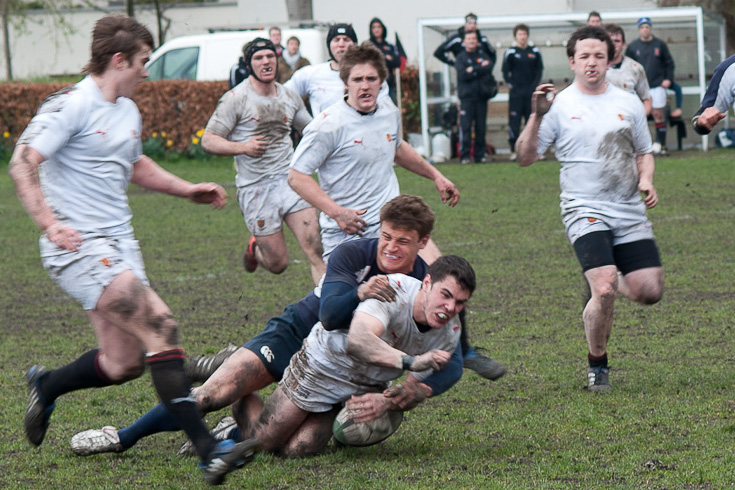
En spelare som tacklar en motståndare.

Den mest fysiska delen i rugby är tacklingarna. Man får enbart tackla en spelare om denne har bollen och då med all sin kraft eller hålla i motspelaren tills denne ramlar. Däremot får man inte sätta krokben, knäa motspelaren, "hockeytackla" eller fatta tag runt huvud eller hals.

#### Ruck och maul
När en spelare blir tacklad kan två saker hända, förutsatt att spelaren inte blir av med bollen i tacklingen: ruck eller maul. Domaren talar om för spelarna vilken situation som är aktuell. Ruck uppstår då spelaren hamnar på marken och spelare från båda lagen kämpar om bollen stående över den. Spelaren som tog in bollen i rucken måste då släppa bollen. Spelare får inte ta ut bollen med händerna ur rucken men får kasta den bakåt med fötterna. För att vinna rucken gäller det att det ena laget tacklar bort motståndarna från rucken så att bollen hamnar utanför rucken och kan plockas upp och spelas vidare. Ruck är dock strikt styrt av regler avsedda för att skydda spelarna. Man får till exempel inte komma in i en ruck från sidan, bara strikt bakifrån, eller "genom grinden" som det kallas. Spelare får heller inte "dyka" in i rucken utan måste stå stadigt på benen när han går in. Maul är när den tacklade personen förblir stående. Då kan lagen bilda en improviserad klunga som går ut på att fösa bollen och bollföraren framåt. De som inte deltar i maulen måste hålla sig bakom sina deltagande medspelares "sista fot", alltså den linjen som personen längst bak i maulen skapar med sin fot.

#### Passningar
Passningar görs oftast med kast och bollen får då bara passas i sidled eller bakåt. Vid sparkar får däremot bollen föras framåt i banan men den som tar emot bollen måste ha stått bakom den sparkande spelaren när bollen sparkades, eller ha blivit omsprungen av sparkaren eller spelare som stått bakom sparkaren. Spelare i motståndarlaget får fånga en sparkad boll hur de vill. Detta medför att man för att vara spelbar måste hålla sig bakom spelaren med bollen, en fundamental skillnad mot många andra bollsporter.

#### Att göra poäng
I Rugby Union finns fyra olika sätt att göra poäng. Genom försök (eng. try), målspark (eng. conversion), straffspark (eng. penalty kick), och droppspark (eng. drop kick). Försök görs genom att föra bollen över motståndarens mållinje och där placera bollen på marken. Bollen måste läggas kontrollerat, helst med båda händerna. Detta ger fem poäng, och efteråt ges chansen att göra en conversion mot mål som ger två poäng. Detta är ursprunget till att motsvarande handling kallas touchdown i amerikansk fotboll även om man där har rationaliserat bort att bollen måste läggas ned.
Under spelets gång kan straffar utdömas och det finns möjlighet att ta straffen som en spark på mål. Bollen sparkas från punkten där domaren dömde straffen, och en lyckad spark ger tre poäng. I det öppna spelet kan en dropkick göras, genom att släppa bollen, låta den studsa och sparka den mellan målstolparna på halvvolley. Om bollen sparkas över ribban mellan stolparna ger detta 3 poäng. Målsparkandet har markant ökat i betydelse under de senaste tio-femton åren.

#### Spelare
I Rugby Union finns två lagdelar, forwards och backlinje eller kedja som den också kallas. Genom att observera tröjnummer på varje spelare kan man lista ut vilken position som tilldelats spelaren. Forwards har i regel numren 1-8 och avbytarnummer 16-19. Backarna har resterande nummer upp till 15 och 22.
I Rugby Union behöver de spelarna för det mesta kunna samma färdigheter - vissa undantag finns, kedjan deltar sällan i inkast och klungor medan forwardsen sällan sparkar bollen. I övrigt måste alla spelare kunna rucka, maula, tackla och gärna ta sig genom ett försvar.
| Nr  | Svenskt namn     | Engelskt namn         | Kollektiv term                            |
| --- | ---------------- | --------------------- | ----------------------------------------- |
| 1.  | Vänster pelare   | Loosehead prop        | del av förstaled, forwards och tight five |
| 2.  | Krats            | Hooker                | del av förstaled, forwards och tight five |
| 3.  | Höger pelare     | Tighthead prop        | del av förstaled, forwards och tight five |
| 4.  | Andraled         | Second Row, lock      | del av andraled, forwards och tight five  |
| 5.  | Andraled         | Second Row, lock      | del av andraled, forwards och tight five  |
| 6.  | Flanker          | Flanker, blindside    | del av forwards och back row              |
| 7.  | Flanker          | Flanker, openside     | del av forwards och back row              |
| 8.  | Nr 8, åttondeman | No. 8, Eight-man      | del av forwards och back row              |
| 9.  | Klunghalv        | Scrumhalf             | en av halvbackarna                        |
| 10. | Uthalv           | Flyhalf               | en av halvbackarna och kedjan             |
| 12. | Förstacenter     | Inside center 3/4     | en del av kedjan och centerparet          |
| 13. | Andracenter      | Outside center 3/4    | en del av kedjan och centerparet          |
| 11. | Ytter, blind     | Winger, blindside 3/4 | en del av kedjan och back three           |
| 14. | Ytter, öppen     | Winger, open side 3/4 | en del av kedjan och back three           |
| 15. | Fullback         | Full back             | en del av kedjan och back three           |

## Klassiska rugbyarenor
- Murrayfield Stadium i Edinburgh är den skotska rugbyns nationalarena.
- Twickenham Stadium utanför London.
- Millennium Stadium, Cardiff, Wales nationalarena för all sport men främst för rugby, där även FA-cupen i fotboll spelades under nybyggnationen av Wembley Stadium.
- Aviva Stadium fd. Landsdowne Road, Dublin är Irlands nationalarena för främst rugby.